# 2-й Азовский корпус (РПАУ)
2-й Азовский корпус — воинское формирование Революционная повстанческая армия Украины, один из 4 корпусов который был создан 1 сентября 1919 года, просуществовал до 1920 года.

## История
1 сентября 1919 года в Добровеличковке состоялось собрание повстанцев, на котором от каждого полка был избран делегат. На собрании обсуждали вопрос дальнейшего политического существования махновщины, как самостоятельного организма. Также обсуждался вопрос реорганизации повстанческих полков в единую армию, которая была бы эффективна в партизанской войне. На собрании был избран Реввоенсовет армии, штаб Повстанческой Армии. Повстанческие полки во главе с Н. Махно официально были названы «Революционной Повстанческой Армией Украины (махновцев)». Ответственным за организацию армии был Виктор Фёдорович Белаш. Белаш разработал структуру РПАУ, которая была утверждена Реввоенсоветом армии: РПАУ складывается из четырёх корпусов — трех действующих и одного резервного. Корпус из полков, полки из батальонов и дивизионов; батальоны и дивизионы из рот и сотен; роты и сотни из взводов; взводы из полувзводов.
Во главе 1-го Донецкого корпуса был назначен Вдовиченко.
27 сентября 1919 года 2-й корпус принял участие в бою под Перегоновкой, в котором махновцы одержали крупную победу. 28 сентября 1919 г. Махно принял решение о глубоком рейде на Екатеринославщину, в котором также принимал участие 2-й корпус. В свой рейд Повстанческая армия Махно отправилась походным порядком тремя основными колоннами. Пехота на тачанках и кавалерия совершала ежедневно переходы в 80-90 верст. Согласно приказу по армии правая, которую составляли пехотные части 2-го корпуса, через Песчаный Брод-Ровное-Софиевку-Зобринец-Долинскую-Кривой Рог-Апостолово-Никополь выдвигалась на 315 верст.
8 октября корпус занял Бердянск, 9-го — Приморск, Осипенко, 14-го занял Мариуполь, отсюда Вдовиченко выслал 2-ю кавбригаду для занятия г. Таганрога ставки Деникина. К вечеру 16 октября 2-я кавбригада заняла Новоазовск, что 65 верст западнее г. Таганрога. К этому времени от г. Мариуполя до ст. Карани пехотой Вдовиченко занял линию железной дороги, ведя наступление на Волноваху, где была сильная белогвардейская группа, охранявшая артбазу.
24 октября 1919 года командир корпуса Вдовиченко издает приказ № 1 «Волосным и сельским Советам, другим организациям и властям об аресте дезертиров, покинувших Повстанческую армию».
11 января 1920 года под его руководством на собрании командиров в Гуляйполе было решено 2-й корпус направить в Бердянский и Мариупольский уезды, где распустить.
В Мариупольском уезде весной 1920 года рейдировали формирования Ф. Кожина в 100 сабель с 30 пулеметами на тачанках и Маскалевского в 500 кавалеристов, собранные из остатков 2-го корпуса.

## Численность
На 1 декабря 1919  21 000 штыков, 385 шашек, 176 пулеметов, 16 орудий и пушек

## Состав
- 1-я кавбригада:

- 2-я кавбригада:

4-й Новоспасовский полк.
6-й Мариупольский полк
- 3-я кавбригада

## Бойцы
- Казаков - в октябре 1919 -адъютант командира 6-го Мариупольского полка, в начале ноября 1919 половой адъютант 2-го Азовського корпуса Вдовиченко
- Ковалев А. -в декабре 1919 временно исполняющий обязанности начальника штаба 2-го Азовського корпуса.
- Миронов - начальник штаба 2-го корпуса Азовской группы.